# Црква Светих апостола Петра и Павла у Калиновику
Црква Светих апостола Петра и Павла је храм Српске православне цркве који се налази у Калиновику у Републици Српској у Босни и Херцеговини. Припада Дабробосанској митрополији, Архијерејском намесништву фочанском и седиште је парохије у Калиновику. Црква је посвећена светим апостолима Петру и Павлу.
Црква је саграђена 1888. године на месту где је била једна мала капела. Тада је припадала Захумско-херцеговачкој епархији којом је управљао митрополит Серафим (Перовић).